# رومان بيزجاك
رومان بيزجاك (بالسلوفينية: Roman Bezjak)‏ (21 فبراير 1989 سلوفينج غرادتس سلوفينيا - ) هو لاعب كرة قدم سلوفيني، يلعب كمهاجم.

## روابط خارجية
- رومان بيزجاك على موقع الاتحاد الأوربي (الإنجليزية)
- رومان بيزجاك على موقع قاعدة بيانات كرة القدم.إي يو (الإنجليزية)
- رومان بيزجاك على موقع ناشيونال فوتبول تيمز (الإنجليزية)
- رومان بيزجاك على موقع Soccerway.com (الإنجليزية)
- رومان بيزجاك على موقع عالم كرة القدم.نت (الإنجليزية)
- رومان بيزجاك على موقع AS.com (الإسبانية)